# Aristolochia styloglossa
Aristolochia styloglossa Pfeifer – gatunek rośliny z rodziny kokornakowatych (Aristolochiaceae Juss.). Występuje endemicznie w Meksyku, w stanach Guerrero, Jalisco, Meksyk, Michoacán, Morelos, Oaxaca, Puebla oraz San Luis Potosí.

## Morfologia
PokrójBylina pnąca.
LiścieMają prawie okrągły kształt. Mają 1,8–4 cm długości oraz 1,5–4 cm szerokości. Nasada liścia ma sercowaty kształt. Całobrzegie, z tępym wierzchołkiem. Ogonek liściowy jest owłosiony i ma długość 2–3 cm.
KwiatyPojedyncze. Mają purpurową barwę i 25–45 mm długości. Mają kształt tubki. Mają po 6 pręcików.
OwoceTorebki o podłużnie cylindrycznym kształcie. Mają 2–2,5 cm długości i 1,5–2 cm szerokości.

## Biologia i ekologia
Rośnie w lasach. Występuje na wysokości od 1300 do 1600 m n.p.m.